# Долинська центральна публічна бібліотека
Долинська центральна публічна бібліотека — інформаційно-освітній та культурний центр Долинської територіальної громади. Вона об'єднує 22 бібліотеки у КЗ «Долинська центральна публічна бібліотека» Долинської міської ради, для яких є організаційно-методичним та координаційним центром.

## Історія бібліотеки
До Другої світової війни в Долині були дві читальні «Просвіти», одна в місті, а друга — в передмісті Підлівчому. Відомо, що читальня в місті була заснована в 1884 р. Вона мала бібліотеку з 800 книжок, передплачувала щоденники «Діло» і «Новий час», тижневики «Неділя» й «Стрийська думка».
В 1934 р. читальня відзначила 50 років свого існування. У її власності на той час перебували два будинки, де спочатку містилася гімназія і семінарія, а до Другої світової війни — семикласна «Рідна школа».
При читальні «Просвіти» в місті активно діяв аматорський театральний гурток імені Івана Франка. При співацькому товаристві «Долинський Боян» працювали змішаний хор і театральний аматорський гурток.
Жителі Долини цікавились культурно-освітньою працею і брали активну участь у діяльності читальні «Просвіти», співацьких і аматорсько-театральних гуртків, «Союзу українок», «Сокола», «Рідної школи», церковних братств. Книжки в бібліотеці були затребуваними для читання.
У 20–30-их роках минулого століття єврейська громада мала у Долині найкращу і найбільшу бібліотеку «Safah Berura», якою могли користуватися не тільки євреї. У ній 95 % книжок було польською мовою, не лише польських авторів, але й переклади письменників Франції, Англії, Німеччини. Утримувалась бібліотека за кошти членів бібліотеки. Працювала з 16 до 20 години від понеділка до четверга (за спогадами Сало Еніса, колишнього жителя Долини, згадуваного у кн. Ф. Стемлера «Люди Долини». Стор. 155), (стаття Івана Ярича «Колонізація» у кн. «З історії Долини», Вип. 1.стор.119).
Найбільшу бібліотеку в районі заснували 1946 р. Її приміщення знаходилося в старій частині міста Долини на вулиці Міцкевича, 13. Першим завідувачем бібліотеки була Галина Шидьверст. Пізніше стали: Широкова, Н. Гаврилова, О. Редько (Бануляк), М. Грицик, Л. Заєць, Л. Прокопчук.
В районній масовій бібліотеці діяв пересувний фонд, за допомогою якого обслуговувалися всі бібліотеки району. Створювалися добірки певної тематики, по 20-30 книг. У 1950 р. при районній бібліотеці діяли платні бібліотечні курси, слухачами яких були мешканці міста Долини. На початку 1950-х рр. у систему роботи районної бібліотеки міцно увійшли щомісячні дводенні семінари. В ці дні проводилися масові заходи, практичні заняття, навчання бібліотечних працівників.
З метою залучення до читання широкого кола населення в кінці 1950-х — на початку 1960-х рр. бібліотека почала працювати під лозунгом «Книгу — в кожну сім'ю». Для цього активні читачі залучались до організації книгоношення. У сільській місцевості проводились регулярні подвірні обходи, в місті — квартирні. У 1970 р. фонд бібліотеки становив 23 тисячі примірників книг, на 01.12. 1976 року — 28 тисяч.
1 грудня 1976 р. утворена централізована бібліотечна система. До її складу увійшли 58 бібліотек, з них: 49 сільських, 4 дитячі, 4 міські і центральна районна бібліотека. Директором централізованої бібліотечної системи стала Людмила Фреїв (Мороз).
У жовтні 1976 р. центральна районна бібліотека отримала нове, більш просторе приміщення на проспекті Незалежності, 12. У 1987 році в практику роботи бібліотеки упроваджений бригадний абонемент. Центральна районна бібліотека мала бригадний абонемент на швейній фабриці та в побутовому комбінаті «Мрія».
Починаючи з 1990 р., робота бібліотеки була спрямована на духовне відродження, розкриття правдивих сторінок історії Долинського району, збереження і розвиток українського народного мистецтва, традицій, звичаїв. Працівники бібліотеки почали більше уваги приділяти краєзнавчій роботі, популяризації творчості місцевих авторів з числа вчених, письменників, діячів мистецтва. З'явились такі ефективні форми роботи, як презентації нових книг, літературні дослідження, свята рідної мови, зустрічі з цікавими особистостями, уроки народознавства та історії. Щорічно, з 1993 р., бібліотека є учасником й співорганізатором свята ліричної Франкової поезії в селі Лолині.
Соціальні зміни, які відбулися в останнє десятиліття, викликали необхідність переосмислення ролі бібліотек у суспільстві. Економічний стан зумовив до пошуку позабюджетних джерел фінансування. Центральна районна бібліотека почала активно впроваджувати платні послуги, акції «Подаруй бібліотеці книгу».
30 вересня 1998 р. Указом Президента України започатковано святкування Всеукраїнського дня бібліотек. Символічно, що цього ж дня були закладені перші блоки під фундамент нового приміщення центральної районної бібліотеки.
6 вересня 2003 р., під час проведення І Міжнародного бойківського фестивалю «Бойківська ватра» завдяки сприянню керівництва УМГ «Прикарпаттрансгаз», ДК «Укртрансгаз», НАК «Нафтогаз України», збудована бібліотека гостинно відчинила двері для читачів.
6 серпня 2004 р. за сприяння Посольства США в Україні та підтримки місцевої влади в рамках проекту «Інтернет для читачів публічних бібліотек (LEAP-IV)» у центральній районній бібліотеці був відкритий Інтернет-центр. Він значно підвищив її інформаційний потенціал та рівень обслуговування відвідувачів. Успішно почав свою діяльність вебсайт центральної районної бібліотеки: www.dcrb.net. У 2012 р. послугами Інтернет-центру скористались понад 1.0 тис. осіб.
Також при бібліотеці запрацювали літературна вітальня «120 хвилин для душі», відділ комп'ютерних технологій, сектор краєзнавства і національного відродження. Результатом функціонування останнього стали зібрані матеріали: «Літопис населених пунктів Долинського району» (2008), «Мудрості та долі берегиня — бабусина скриня» (2010). Також бібліотека надавала часткові матеріали для написання книг: «Нескорена Долинщина» (2008), «Моєї пам'яті печаль» до 75-х роковин Голодомору в Україні (2008). Працівники бібліотеки підготували матеріал для документально-публіцистичного видання «Свідок повстанської слави» (2013). В читальному залі діє Центр регіональної інформації «Долинщина: день за днем», який інформує населення міста й району про рішення органів місцевої влади, надає соціально-побутову інформацію щодо вирішення комунальних та житлових проблем, працевлаштування.
5–7 липня 2005 р. в межах дії проекту «Інтернет для читачів публічних бібліотек (LEAP-IV)» на базі центральної районної бібліотеки відбувся Всеукраїнський семінар бібліотекарів, участь у якому взяли представники посольства США в Україні, працівники бібліотек з Львівщини, Криму, Донбасу, Чернігівщини, Центральної України.
У 2006 р. при центральній районній бібліотеці запрацювала літературна студія «Слово». Результатом її роботи стали два випуски поетичних брошур. У 2007 р. за сприяння Долинської районної організації «Спілка Української Молоді в Україні» побачив світ альманах «Джерела спалаху», «Великдень слова».
В листопаді 2006 р. центральна районна бібліотека відзначила подвійний ювілей — 60 років з дня заснування центральної районної бібліотеки та 30 — з дня утворення централізованої бібліотечної системи.
26 вересня 2007 р. директору Долинської централізованої бібліотечної системи Людмилі Фреїв Указом Президента України Віктора Ющенка присвоєне почесне звання «Заслужений працівник культури України».
20 травня 2009 р. бібліотеку відвідали завідувач відділу наукового аналізу та розвитку бібліотечної справи Національної парламентської бібліотеки України Інна Цуріна та директор Івано-Франківської обласної наукової бібліотеки імені Івана Франка Людмила Бабій. Вони взяли участь разом з бібліотечними працівниками району в круглому столі на тему: «Читач — бібліотека — автор — влада — ЗМІ: проблеми та перспективи».
22 серпня цього ж року, на день міста працював круглий стіл «Побратимство міст: вчора, сьогодні, завтра», який відбувся в центральній районній бібліотеці. На заході були присутні міські голови усіх запрошених міст-побратимів, члени іноземних делегацій, представники міської ради, гості.
30 серпня 2009 р. в центральній районній бібліотеці відбулася зустріч літераторів Долинщини та Надвірнянщини, бібліотекарі належно організували творчий діалог студій «Сонячна криниця» та «Бистрінь». 17 листопада того ж року в приміщенні бібліотеки стартував «English club». Керівниками клубу стали волонтери Корпусу Миру Джим і Роберта Ілейжери.
12 вересня 2010 р. при центральній районній бібліотеці розпочав свою роботу клуб «Золота осінь», який відвідують люди старшого віку.
Того ж року в читальному залі був створений інформаційно-ресурсний центр «Вікно у світ». Центр облаштований завдяки коштам грантових програм: «MATRA» (посольство Королівства Нідерландів в Україні), «DEMOCRACY» (посольство США в Україні), «FLEX Alumni» (Американські Ради з міжнародної освіти), а також за підтримки Корпусу Миру США в Україні. 17 січня 2011 р. у приміщенні бібліотеки за участі волонтерів Корпусу Миру США в Україні Джима та Робін Ілейжерів відбулася презентація відомої програми обміну для студентів вишів Work & Travel, яку провели представники інформаційно-консультативного центру «Освіта» зі Львова. 11 лютого 2011 р. відбулася презентація програми обміну для учнів 8–10 класів FLEX (Future Leaders Exchange Program). Захід провели учасниці програми FLEX. Його відвідали волонтери Корпусу Миру США в Україні Джеймс і Роберта Ілейжери та Анна Крейцер.
У лютому 2011 р. Рада міжнародних наукових досліджень підбила підсумки за програмою «Бібліоміст». Серед переможців стала й Долинська центральна районна бібліотека.
7 вересня 2011 р. Долинську центральну районну бібліотеку відвідали учасники Всеукраїнської науково-практичної конференції «Публічні бібліотеки України в контексті реформ» директорів державних та обласних універсальних наукових бібліотек.
26 серпня 2012 р., до 156-річчя від дня народження великого Каменяра і 20-річчя свята ліричної Франкової поезії, в центральній районній бібліотеці відбулася зустріч з письменниками Марією Вайно, Ярославом Ткачівським, Степаном Процюком, Юлією Курташ-Карп, Володимиром Качканом, Василем Олійником, Надією Дичкою та іншими. Гостем зустрічі був дипломат, кандидат технічних наук, український учений-інженер, громадський діяч, популяризатор творчості безсмертного Каменяра — онук Івана Франка — Роланд Франко.
14 вересня 2012 р. завдяки отриманому центральною районною бібліотекою та Благодійним фондом громади м. Долина гранту Посольства США в Україні в рамках програми «Фонду сприяння демократії» в читальному залі районної бібліотеки відбулося відкриття прес-центру районної молодіжної газети «Бревіс».
2 листопада 2012 р. в ході реалізації проекту «Створення сильної демократії через громадську участь і залучення молоді», на який центральна районна бібліотека та Благодійний фонд громади м. Долина отримали грант Посольства США в Україні в рамках програми «Фонду сприяння демократії», бібліотеку відвідали шановані гості: заступник директора Програми сприяння Парламенту Едуард Рахімкулов (м. Київ) та голова ГО «Спілка молодих політологів», учасник тренінгу тренерів Андрій Фармуга (м. Івано-Франківськ). Для членів редколегії молодіжної газети «Бревіс» вони провели тренінг «Доступ громадськості до законотворчого процесу».
У березні 2013 р. бібліотека отримала грант відділу преси, освіти та культури посольства США для реалізації проекту «Інтернет для читачів публічних бібліотек»" з метою запровадження на базі чинного Інтернет-центру системи нових послуг — інформаційно-ресурсного центру для незрячих та осіб з вадами зору з метою їх соціальної реабілітації. 21 травня того ж року, після встановлення спеціального американського та японського обладнання, відбулося відкриття першого в області для незрячих і слабозрячих інформаційно-ресурсного центру «Світовид».
25 червня 2013 р. відбулось відкриття «Літньої читальні» при центральній районній бібліотеці.
29 жовтня 2013 року до бібліотеки завітали заступник прес-аташе посольства США в Україні Люк Штелє та помічник радника посла США з питань преси, освіти та культури Ольга Любинецька.
12 листопада бібліотеку відвідала делегація бібліотекарів з різних куточків України у складі 32 фахівців. Візит організувала програма «Бібліоміст» з метою обміну досвідом і можливістю перейняти ефективні та дієві ініціативи.
Важливе значення у роботі бібліотеки відіграють обміни досвідом з колегами. Так, 24 серпня 2017 року згідно з підписаною угодою про співпрацю з Опольською воєводською бібліотекою (Республіка Польща) ЦРБ приймала делегацію польських колег, очолювану директором воєводської публічної бібліотеки ім. Е. Смолки Тадеушем Хробаком.
Рішенням сесії Долинської міської ради від 05.01.2021 № 67-3/2021 Долинську центральну бібліотеку районної централізованої бібліотечної системи перейменовано на КЗ «Долинська центральна публічна бібліотека» Долинської міської ради та затверджено нову редакцію її Статуту.
У фонді бібліотеки нараховується понад 45 тисяч примірників документів, якими щорічно користуються понад 3,8 тисячі користувачів. Нині трудяться 16 працівників, які забезпечують роботу відділів інформаційних технологій, електронних ресурсів та інформаційної роботи; комплектування і каталогізації, організації та використання бібліотечних фондів; обслуговування користувачів, методичної та проектної діяльності, сектору краєзнавства і національного відродження. Всі відділи взаємодіють та забезпечують формування, збереження й загальнодоступність документально-інформаційних ресурсів бібліотеки.
Одним із аспектів реалізації загальнонаціонального правопросвітницького проекту Міністерство юстиції України «Я МАЮ ПРАВО!» є співпраця бібліотек із Долинським бюро правової допомоги. На базі ЦПБ другий рік поспіль діє дистанційний пункт доступу до безоплатної правової допомоги. У перший четвер кожного місяця з 10:00 до 12:00 год. всі охочі мають змогу безоплатно отримати інформацію правового характеру. Окрім того, в онлайн-режимі консультуються користувачі сільських філій, використовуючи зв'язок через Skype.